# 야마다 요시토시
야마다 요시토시(山田吉利)는 에도 시대의 검객이다. 7대 야마다 아사에몬이다.